# G-Unit Records
G-Unit Records는 미국의 힙합레이블이다. 현재 사장은 매니저인 '샤 머니 엑스엘'과 50 Cent이다.
유니버설 뮤직 그룹과 인터스코프 소속레이블이다.

## 회사약력

### 2003 ~ 2005
이 레이블은 2003년 50 Cent의 히트앨범인 'Get Rich or Die Tryin'을 발매하면서 설립된 회사이다. 후에 영 벅, 토니 야요, 로이드 뱅크스가 영입되고, 그들은 솔로앨범으로 각각 1주에 30만장 넘는 앨범은 팔아 성공했다. 2003년 G-Unit의 첫 앨범 'Beg For Mercy'로 첫 주에만 37만장 넘게 팔며, 미국에서만 270만장을 팔았다. 힙합매거진인 'RIAA'에서 더블 플래티늄을 받았다.
2005년 더 게임을 영입하고, 이어 Spider Loc또한 영입한다. 2005년 더 게임은 'The Documentart'로 미국 각종 차트 1위를 석권한다. 또한 전 세계 차트에서 10위권 안에 진입한다. 그해 말, 맙딥과 M.O.P.를 픽업한다.

### 2006 ~
2006년 신인 랩퍼인 영 레드 핫을 픽업한다. 같은해 맙딥이 'Blood Money'를 발표하고 'Infamous Record'로 간다.신인 랩퍼 'Nyce' 등을 영입한다.
2006년 중순, 더 게임이 여러 문제로 인해 탈퇴하고, 2008년 소속사와의 문제로 영 벅이 탈퇴한다.

## 아티스트
| 맴버          | 영입된 해 | # 레이블에서 발매한 앨범수 |
| ------------- | --------- | -------------------------- |
| G-Unit        | 2003      | 2                          |
| 50 Cent       | 2003      | 5                          |
| 로이드 뱅크스 | 2003      | 2                          |
| 토니 야요     | 2003      | 1                          |
| 영 벅         | 2003      | 2                          |
| 맙딥          | 2005      | 1                          |
| Spider Loc    | 2005      | –                          |
| 영 핫 로드    | 2006      | –                          |
| Nyce          | 2006      | –                          |
| 40 Glocc      | 2006      | –                          |
| Mazaradi Fox  | 2007      | –                          |

### 프로듀서
디제이 우 키드
Lab Ox
Jake One
Nick Speed
Sha Money XL
Tha Bizness

### 전맴버
| 맴버                 | 영입된 해 | # 레이블에서 발매한 앨범 수 |
| -------------------- | --------- | --------------------------- |
| 더 게임(2005년 2월). | 2004      | 1                           |
| Olivia (2007년 4월). | 2004      | –                           |
| M.O.P. (2008년 2월). | 2005      | –                           |
| 메이스 (2007년 1월). | 2005      | –                           |

## 발매될 앨범
Tony Yayo – Godfather Of The Ghetto[50] – TBA
Lloyd Banks – The Famine (album)[51] – TBA
Young Buck – The Rehab – TBA[14]